# Urgamal
Le sum de Urgamal (mongol : ᠤᠷᠭᠤᠮᠠᠯ
ᠰᠤᠮᠤ, cyrillique : Ургамал сум, MNS : Urgamal sum) est situé dans l'aïmag (ligue) de Zavkhan, en Mongolie. Sa population était de 1 822 habitants en 2005.